# Pas de caviar pour tante Olga
Pas de caviar pour tante Olga è un film del 1965 diretto da Jean Becker.